# Max Schweizer

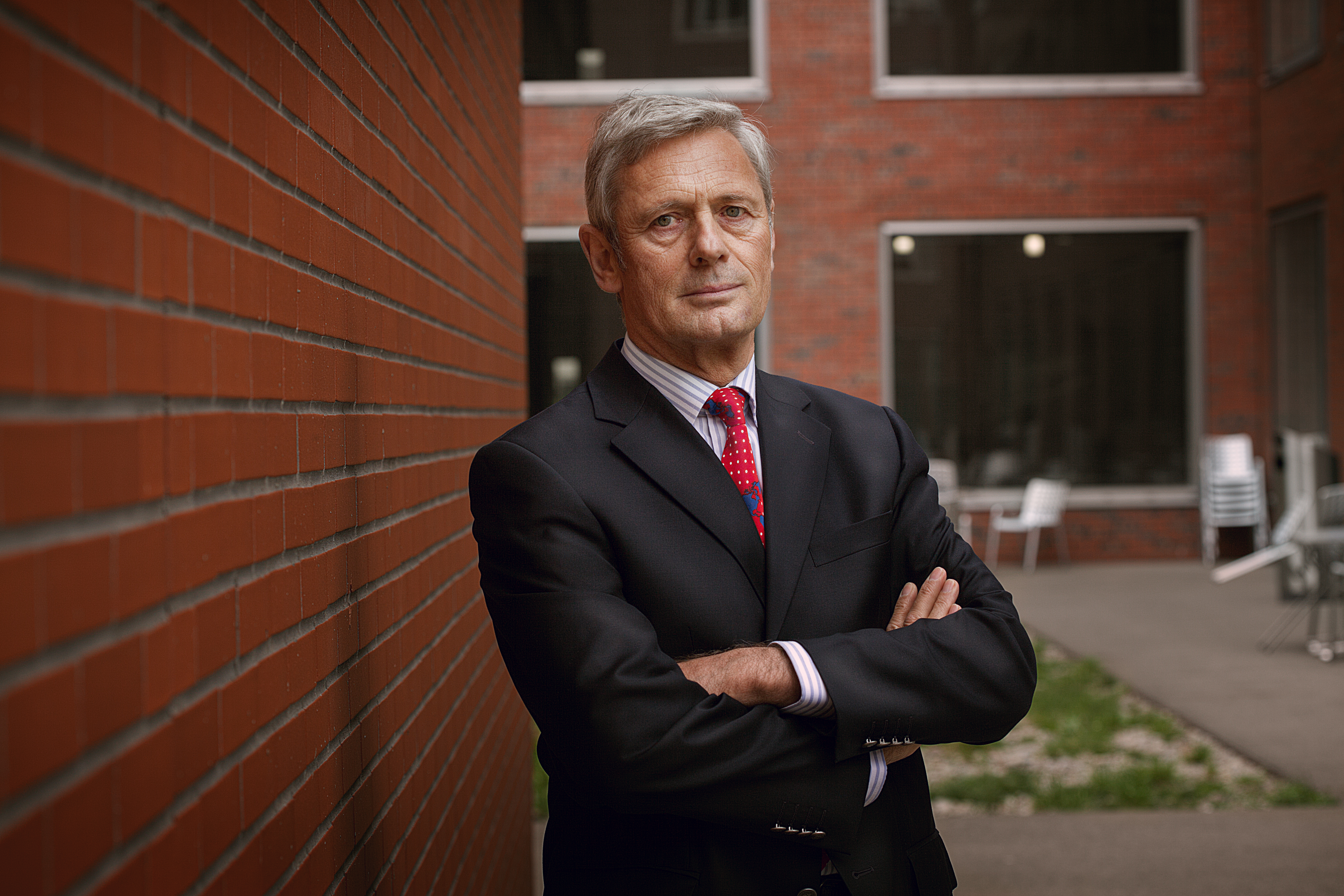
Max Schweizer (2012)

Max Schweizer (* 29. Mai 1950 in Zürich) ist ein Schweizer Diplomat.

## Leben
Schweizer studierte Geographie, Geschichte und Politologie an der Universität Zürich und promovierte dort 1979 zum Dr. phil. II. Von 1980 bis 2012 war er als Diplomat für das Eidgenössische Departement für auswärtige Angelegenheiten (EDA) tätig; zuletzt, von 2007 bis 2012, als Stellvertretender Chef der ständigen Mission der Schweiz bei der Welthandelsorganisation WTO und der Europäischen Freihandelsassoziation EFTA in Genf.
Als Dozent kreierte und leitete er von 2012 bis 2015 den Bereich Foreign Affairs and Applied Diplomacy an der ZHAW School of Management and Law in Winterthur. Er hat eine Gastprofessur am Zhuhai-Campus der Technischen Universität Peking.
Von 2015 bis 2019 präsidierte er den von ihm mitbegründeten Verein SwissDiplomats – ZurichNetwork, und er wirkte als Geschäftsführer von Dr. Max Schweizer – Foreign & Economic Affairs.
Schweizer ist Herausgeber mehrerer Textsammlungen zur Schweizer Aussenpolitik. Diverse bilaterale Beziehungen werden darin beleuchtet, so zu den baltischen Staaten Estland, Lettland und Litauen sowie zur Türkei. Während seiner Dozententätigkeit entstand zudem eine Trilogie zu wichtigen aussenpolitischen Themen: zur Schweizer Diplomatie, zur Europapolitik, sowie zur Rolle der Schweiz im Welthandelsdorf.

## Ehrungen
- 2002: Ehrendoktorwürde der Technischen Universität Kaunas, Litauen[4]

## Werke

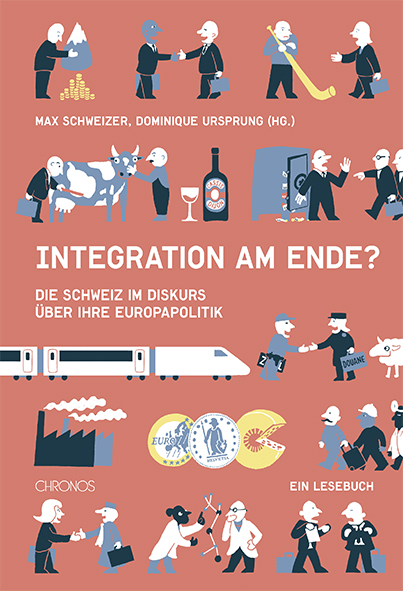
Neuerscheinung 2015

- Max Schweizer: Bilder aus Neu-Schweizerland 1831–1900: Werden und Wachstum einer schweizerischen Einwanderersiedlung in den Vereinigten Staaten von Nordamerika (Madison County, Illinois). Zürcher, Zug 1978.
- Max Schweizer: Neu-Schweizerland 1831–1880: Genese und Funktion einer schweizerischen Einwanderersiedlung in den Vereinigten Staaten von Nordamerika (Madison County, Illinois). (Dissertation, Universität Zürich, 1979).
- Max Schweizer (Hrsg.): Estland, Lettland, Litauen: schweizerisch-baltisches Lesebuch. Werd Verlag, Zürich 2001, ISBN 9986-899-90-7.
- Max Schweizer (Hrsg.): Zwischen Riga und Lugano: schweizerisch-lettisches Lesebuch. Werd Verlag, Zürich 2002, ISBN 9955-522-00-3.
- Max Schweizer (Hrsg.): Zwischen Tallinn und Zürich: schweizerisch-estnisches Lesebuch. Werd Verlag, Zürich 2002, ISBN 9955-522-07-0.
- als Hrsg.: Zwischen Vilnius und Bern: schweizerisch-litauisches Lesebuch. Werd Verlag, Zürich 2002, ISBN 3-85932-492-2.
- Max Schweizer (Hrsg.): Zwischen Ankara und Lausanne: die Türkei unterwegs nach Europa: ein Lesebuch. Chronos Verlag, Zürich 2004, ISBN 3-0340-0688-8.
- Max Schweizer (Hrsg.): Diplomatenleben: Akteure, Schauplätze, Zwischenrufe: ein Lesebuch. Chronos Verlag, Zürich 2014, ISBN 978-3-0340-1267-6.
- Max Schweizer, Dominique Ursprung (Hrsg.): Integration am Ende? Die Schweiz im Diskurs über ihre Europapolitik: ein Lesebuch. Chronos Verlag, Zürich 2015, ISBN 978-3-0340-1313-0.
- Max Schweizer (Hrsg.): Die Schweiz im Welthandelsdorf: Initiativen, Konferenzen, Konflikte: Ein Lesebuch. Chronos Verlag, Zürich 2016, ISBN 978-3-0340-1366-6.